# Журавлёва (Тугулымский муниципальный округ)
Журавлёва — деревня в Тугулымском городском округе Свердловской области, России.

## Географическое положение
Деревня Журавлёва муниципального образования «Тугулымского городского округа» расположена в 4 километрах к западу-северо-западу от посёлка Тугулым (по автотрассе в 5 километрах), на плевом берегу реки Тугулымка (левого притока реки Пышма), в 0,5 километрах от Сибирского тракта.

## Население
| 2002 | 2010 | 2021 |
| ---- | ---- | ---- |
| 157  | ↘145 | ↘111 |